# Bladhøne
Bladhønen (latin: Microparra capensis) er en fugl, der lever i subsaharisk Afrika. Den tilhører bladhønsefamilien i ordenen mågevadefugle.